# Xiphidiola dispersa
Xiphidiola dispersa är en insektsart som först beskrevs av Max Beier 1965.  Xiphidiola dispersa ingår i släktet Xiphidiola och familjen vårtbitare. Inga underarter finns listade i Catalogue of Life.